# Żyła żołądkowa prawa
Żyła żołądkowa prawa (łac. vena gastrica dextra, ang. right gastric vein) – w anatomii człowieka jedna z gałęzi bocznych żyły wrotnej wątroby. Zwykle nieco cieńsza od żyły żołądkowej lewej. Biegnie razem z tętnicą żołądkową prawą wzdłuż krzywizny mniejszej żołądka z lewa na prawo i uchodzi do pnia żyły wrotnej w pobliżu odźwiernika. Zespala się ona z żyłą żołądkową lewą.